# Показатель ослабления
Показа́тель ослабле́ния (показатель экстинкции) — величина, обратная расстоянию, на котором поток излучения, образующего параллельный пучок, уменьшается за счет поглощения и рассеяния в среде в некоторое заранее оговоренное число раз.
В принципиальном плане степень ослабления потока излучения в данном определении можно выбирать любой, однако в научно-технической, справочной и нормативной литературе и в целом на практике используются два значения степени ослабления: одно, равное 10, и другое — числу е. В общем случае показатель ослабления равен сумме показателя поглощения и показателя рассеяния.

## Десятичный показатель ослабления
Если в определении показателя ослабления степень ослабления выбрана равной 10, то получающийся в результате показатель ослабления {\displaystyle \mu } называют десятичным. В этом случае расчет производится по формуле:
{\displaystyle \mu ={\frac {1}{l}}\log _{10}\left({\frac {\Phi _{0}}{\Phi (l)}}\right),}
где {\displaystyle \Phi _{0}} — поток излучения на входе в среду, {\displaystyle \Phi (l)} — поток излучения после прохождения им в среде расстояния {\displaystyle l}.
Соответственно выражение для {\displaystyle \Phi (l)} в таком случае принимает вид:
{\displaystyle \Phi (l)=\Phi _{0}10^{-\mu l}.}
В дифференциальной форме его можно записать так:
{\displaystyle d\Phi =-\ln(10)\mu \Phi (l)dl.}
Здесь {\displaystyle d\Phi } — изменение потока излучения после прохождения им слоя среды с малой толщиной {\displaystyle dl}.
Десятичный показатель ослабления удобно использовать при выполнении оптотехнических расчетов, в частности, для определения коэффициентов пропускания оптических систем. Именно такая форма показателя ослабления используется в справочной литературе, касающейся свойств бесцветных оптических стекол.

## Натуральный показатель ослабления
При использовании в определении показателя ослабления числа е получают показатель ослабления {\displaystyle \mu '}, называемый натуральным. Расчет при этом производится в соответствии с формулой:
{\displaystyle \mu '={\frac {1}{l}}\ln \left({\frac {\Phi _{0}}{\Phi (l)}}\right).}
Натуральный и десятичный показатели поглощения связаны друг с другом соотношением {\displaystyle \mu '=\ln(10)\mu } или приближенно {\displaystyle \mu '\approx 2.303\mu }.
С участием натурального показателя выражение для {\displaystyle \Phi (l)} принимает вид:
{\displaystyle \Phi (l)=\Phi _{0}e^{-\mu 'l}.}
Его вид в дифференциальной форме таков:
{\displaystyle d\Phi =-\mu '\Phi (l)dl.}
Уравнения с участием натурального показателя ослабления имеют более компактный вид, чем в случае использования десятичного показателя поглощения, и не содержат имеющего искусственное происхождение множителя ln(10). Поэтому в научных исследованиях фундаментального характера чаще предпочитают использовать натуральный показатель ослабления.

## Единицы измерения
В рамках Международной системы единиц (СИ) выбор единиц измерения определяется соображениями удобства и сложившимися традициями. Наиболее широко используются обратные сантиметры (см−1) и обратные метры (м−1).
После создания оптических материалов с экстремально низким потерями и последовавшего вслед за этим развитием волоконной оптики в качестве единицы измерения показателя ослабления стали использовать дБ/км (dB/km). В этом случае расчет значений показателя ослабления производится по формуле:
{\displaystyle \mu [dB/km]={\frac {10}{l}}\log _{10}\left({\frac {\Phi _{0}}{\Phi (l)}}\right),}
где {\displaystyle l} выражается в км.
Таким образом, дБ/км является в 106 раз более мелкой единицей, чем см−1. Соответственно, если показатель ослабления материала равен 1 дБ/км, то это означает, что его десятичный показатель ослабления равен 10−6 см−1.

## Об особенностях терминологии
Наличие близких по звучанию терминов приводит к широко распространенным неточностям и ошибкам в их употреблении и возникающим вследствие этого недоразумениям. Наиболее часто происходит смешение понятий в таких парах различных по смыслу терминов:
- Показатель поглощения и показатель ослабления
- Показатель поглощения и коэффициент поглощения
- Показатель ослабления и коэффициент ослабления
- Десятичные показатели поглощения и ослабления и их натуральные аналоги

Ситуация усугубляется различиями в терминологии, используемой в русско- и англоязычной литературе. В частности, недоразумения происходят из-за того, что в русском языке эквивалентом для «Attenuation coefficient» является не созвучный ему «Коэффициент ослабления», а «Показатель ослабления». Аналогично, эквивалентом английского «Absorption coefficient» является не Коэффициент поглощения, а термин «Показатель поглощения».